# Aek Kota Batu
Aek Kota Batu is een bestuurslaag in het regentschap Labuhan Batu Utara van de provincie Noord-Sumatra, Indonesië. Aek Kota Batu telt 5366 inwoners (volkstelling 2010).